# Forest Hill (San Francisco)
 (mars 2023).
Si vous disposez d'ouvrages ou d'articles de référence ou si vous connaissez des sites web de qualité traitant du thème abordé ici, merci de compléter l'article en donnant les références utiles à sa vérifiabilité et en les liant à la section « Notes et références ».
Pour les articles homonymes, voir Forest Hill.
Forest Hill est un quartier de San Francisco en Californie.
Il est desservi par le métro Muni à la station Forest Hill.